# Josef Kučerka
Josef Kučerka, né le 24 janvier 1971 à Tečovice en Tchécoslovaquie, est un ancien handballeur tchèque évoluant au poste de gardien de but. Il a notamment évolué pendant 11 saisons en France, au GFCO Ajaccio puis au Saint-Raphaël Var Handball.

## Palmarès

### En club
- Vainqueur du Championnat de France de Division 2 en 2000
- 2e du Championnat de France de Division 2 en 2002

### En équipe nationale
Kučerka a participé à plusieurs compétitions internationales avec l'équipe nationale tchèque,
- 8e place au Championnat du monde 1995 en Islande
- 6e place au Championnat d'Europe 1996 en Espagne
- 11e place au Championnat du monde 1997 au Japon
- 10e place au Championnat d'Europe 1998 en Italie
- 18e place au Championnat du monde 2001 en France

### Distinctions individuelles
- meilleur gardien (en nombre d'arrêts) du Championnat de France de D1 (2) : 2001 et 2003
- Élu meilleur gardien de Championnat de France de D2 en 2004